# بدوطر إفريقي
بدوطر أفريقي (الاسم العلمي:Bodotria africana) هو نوع من المفصليات يتبع جنس البدوطر من الفصيلة البدوطرية.